# فيديريكو ميلو
فيديريكو ميلو (بالإسبانية: Federico Milo)‏ (10 يناير 1992 بكويلمس في الأرجنتين - ) هو لاعب كرة قدم أرجنتيني في مركز الدفاع. لعب مع أرسنال ساراندي.

## وصلات خارجية
- فيديريكو ميلو على موقع قاعدة بيانات كرة القدم.إي يو (الإنجليزية)
- فيديريكو ميلو على موقع Soccerway.com (الإنجليزية)